# Stanko Andrijević
Dr. Stanko Andrijević (1841. – 1894.) bio je zagrebački gradonačelnik od 1876. do 1879., a po zanimanju doktor prava i odvjetnik. Po političkom uvjerenju, bio je pristaša Narodne stranke.

## Životopis
Maturirao je u Klasičnoj gimnaziji 1858. godine u Zagrebu, gdje završava i studij prava 1862. Doktorsku titulu stiče u Grazu 1873., a godinu dana poslije počinje karijera političara kada je izabran za zastupnika grada Zagreba. Godinu poslije (1875.) izabran je za zastupnika Zagreba u Hrvatskom saboru, a 30. studenoga 1876. postaje zagrebački gradonačelnik.
U vrijeme njegova mandata izgrađen je i pušten u rad 1878. gradski vodovod. Izvršena je i nova numeracija kuća te imenovanje ulica (1878.). Izgrađene su i mnoge ulice: Primorska, Kolodvorska, Đorđićeva i Palmotićeva, te škola Milosrdnica (u Gundulićevoj) 1878. kao i zgrada Sudbenog stola na Zrinjevcu, 1878.
Mandat mu je trajao do 1879. kada je podnio ostavku i nastavio raditi odvjetnički posao. U čast njemu, ulica nedaleko od Jelenovca i bolnice u Vinogradskoj od 1929. nosi njegovo ime.